# The Experts (film)
The Experts is een Amerikaanse filmkomedie uit 1989 met in de hoofdrollen John Travolta, Arye Gross en Kelly Preston. Het scenario is geschreven door Steven Greene, Eric Alter en Nick Thiel. De regie was in handen van acteur Dave Thomas. Thomas herschreef het script enkele malen gedurende de productie, op verzoek van Paramount-chef Ned Tanen.

## Verhaal
In de Sovjet-Unie worden groepen potentiële Sovjet-spionnen getraind in een stad die door zou moeten kunnen gaan voor ‘Indian Springs’ in Nebraska. De inwoners van deze stad spreken perfect Engels en brengen hun dagen door als Amerikanen, zodat zij na de training in de Amerikaanse samenleving kunnen opgaan. KGB-agent Cameron Smith (Charles Martin Smith) is een van hun trainers. Hij vindt de training ondermaats, omdat de stad is blijven hangen in de jaren vijftig en zich sinds haar oprichting cultureel niet heeft ontwikkeld.
Om de situatie recht te zetten, huurt Smith twee clubbezoekers uit New York in, Travis (John Travolta) en Wendell (Arye Gross). Zij moeten de stad moderniseren door een nachtclub te openen. De twee zijn onderweg gedrogeerd en worden in Rusland wakker, zonder te weten dat ze niet meer in de Verenigde Staten zijn. Travis en Wendell zijn verbaasd over de eigenaardig ouderwetse gebruiken die men er in dit stadje op na houdt. De tent die Smith voor hen heeft gekocht - een tiki-lounge in jaren-’50-stijl - vinden zij stuitend. Toch gaan ze in de club aan de slag. En ze maken vrienden en daten zelfs spionnen in spé Bonnie (Kelly Preston) en Jill (Deborah Foreman).
Op aandringen van Travis en Wendell laat Smith topsnufjes en entertainment invliegen. Dit valt slecht bij stadsleider Jones (Brian Doyle-Murray) en de stadsdominee Sparks (Rick Ducommun). Na een Fourth of July-feest op het verboden terrein van een plaatselijk meer verdwalen Travis en Wendell en stuiten op een militaire basis, waar iedereen Russisch spreekt. Plots beseffen zij dat ze zich in de Sovjet-Unie bevinden. Ze besluiten Bonnie en Jill om hulp te vragen, al weten ze dat de jongedames spionnen zijn. Jill geeft hen onmiddellijk aan.

## Rolverdeling
| Acteur                                 | Personage     |
| -------------------------------------- | ------------- |
| John Travolta                          | Travis        |
| Arye Gross                             | Wendell       |
| Kelly Preston                          | Bonnie        |
| Deborah Foreman                        | Jill          |
| James Keach                            | Yuri          |
| Jan Rubeš                              | Illyich       |
| Brian Doyle-Murray zoals de heer Jones |               |
| Charles Martin Smith                   | Cameron Smith |
| Mimi Maynard                           | Betty Smith   |
| Eve Brent                              | tante Thelma  |
| Rick Ducommun                          | Sparks        |
| Steve Levitt                           | Gil           |
| Tony Edwards                           | Nathan        |
| David Mcalpine                         | Farmboy       |

## Ontvangst
The Experts was bepaald geen kaskraker; het budget werd geschat op $ 3 miljoen en de opbrengst bedroeg slechts $ 169 203. De film werd ook flink afgekamd door resencenten. Op Rotten Tomatoes heeft de film een waarderingscijfer van 27%. Jack Sommersby van "eFilm Critic" schreef: "Nee, The Experts zal waarschijnlijk niet inspireren tot wereldvrede […], maar het loopt goed genoeg en maakt nooit de fout Travis of Wendell 'volwassen' te laten worden, alleen maar om dit te doen, en dat is wat hen tot zo'n consistent winnend paar helden maakt waar je met plezier achter kunt staan.'